# Spondias venulosa
Spondias venulosa är en sumakväxtart som beskrevs av Carl Friedrich Philipp von Martius och Adolf Engler. Spondias venulosa ingår i släktet Spondias och familjen sumakväxter. Inga underarter finns listade i Catalogue of Life.